# Semiothisa bipunctata
Semiothisa bipunctata är en fjärilsart som beskrevs av Max Joseph Bastelberger 1908. Semiothisa bipunctata ingår i släktet Semiothisa och familjen mätare. Inga underarter finns listade i Catalogue of Life.